# Tocqueville-les-Murs
Tocqueville-les-Murs – miejscowość i gmina we Francji, w regionie Normandia, w departamencie Sekwana Nadmorska.
Według danych na rok 1990 gminę zamieszkiwały 223 osoby, a gęstość zaludnienia wynosiła 64 osoby/km² (wśród 1421 gmin Górnej Normandii Tocqueville-les-Murs plasuje się na 680. miejscu pod względem liczby ludności, natomiast pod względem powierzchni na miejscu 809.).